# PEC 215
PEC 215 (portugiesisch proposta de emenda constitucional, dt. „Vorschlag zum Verfassung-ändern“) ist ein Gesetzentwurf für eine Verfassungsänderung der Brasilianischen Verfassung.
Es soll die Aufgabe der Demarkierung (Grenzziehungen) von Indigenen- und Quilombo-Gebieten, sowie die Ratifizierung bereits genehmigter Gebiete ausschließlich dem Kongress übertragen. und würde die Ausweitung bereits bestehender indigener Gebiete unmöglich machen. Einer der Abschnitte des Entwurfs sieht eine Entschädigung des brasilianischen Bundes für Landwirte vor, deren Grundstücke als indigenes abgegrenztes Territorium eingenommen werden. Die Bundesverfassung geht davon aus, dass indigenes Land der Union gehört. Daher gibt es keine Entschädigung für diejenigen, die das Eigentum an dem Gebiet verlieren, wenn die Demarkierung anerkannt wird.
Derzeit sind die Regierung und Fundação Nacional dos Povos Indígenas (Funai) gemeinsam für die Grenzziehung verantwortlich. Nach der vorgeschlagenen Änderung könnten indigene Völker nur noch ein Gebiet beanspruchen, in dem sie seit 1988 leben und welches sie direkt nutzen. Dies würde dem Kongress die letzte Entscheidung über neue Grenzziehungen geben, eine Tatsache, die den indigenen Führern aufgrund der Macht der Lobbyisten missfällt. Ein Großteil der geschützten Gebiete der Indigenen- und Quilombo-Territorien sind Regenwälder welche wichtige Funktionen für Wasserhaushalt und Klima übernehmen. Es gibt Landwirte, die Berufung eingelegt haben.

## Gesetzgebungsverfahren
Die Annahme des Gesetzesentwurfs hängt von zwei Abstimmungsrunden in den Plenarsitzungen der Abgeordnetenkammer und des Bundessenats ab, bei denen ein qualifiziertes Quorum erforderlich ist, das heißt, dass mindestens 308 Abgeordnete und 49 Senatoren zustimmen müssen. Parlamentarier, die gegen den Gesetzentwurf sind, erklärten, dass sie die Verfassungsmäßigkeit vor dem Supremo Tribunal Federal anfechten werden. Um angenommen zu werden, ist im Senat eine Dreifünftelmehrheit der Stimmen erforderlich.
PEC 215 wurde seit 2000 in mehreren Kongresssitzungen vorgeschlagen, und in mehreren Kongressausschüssen angenommen. Mitglieder der Abgeordnetenkammer der Parteien Partido dos Trabalhadores (PT), Partido Comunista do Brasil (PCdoB), Partido Verde (PV), Partido Socialismo e Liberdade (PSOL) und Rede Sustentabilidade (REDE) haben sich gegen den Gesetzentwurf ausgesprochen.
Großgrundbesitzer haben großen Einfluss im Kongress. Proteste der indigenen Bevölkerung verhinderten 2014 eine Abstimmung über PEC 215. Indigene protestierten ebenfalls vor der Abgeordnetenkammer gegen den Gesetzentwurf.